# ポーリ宮殿

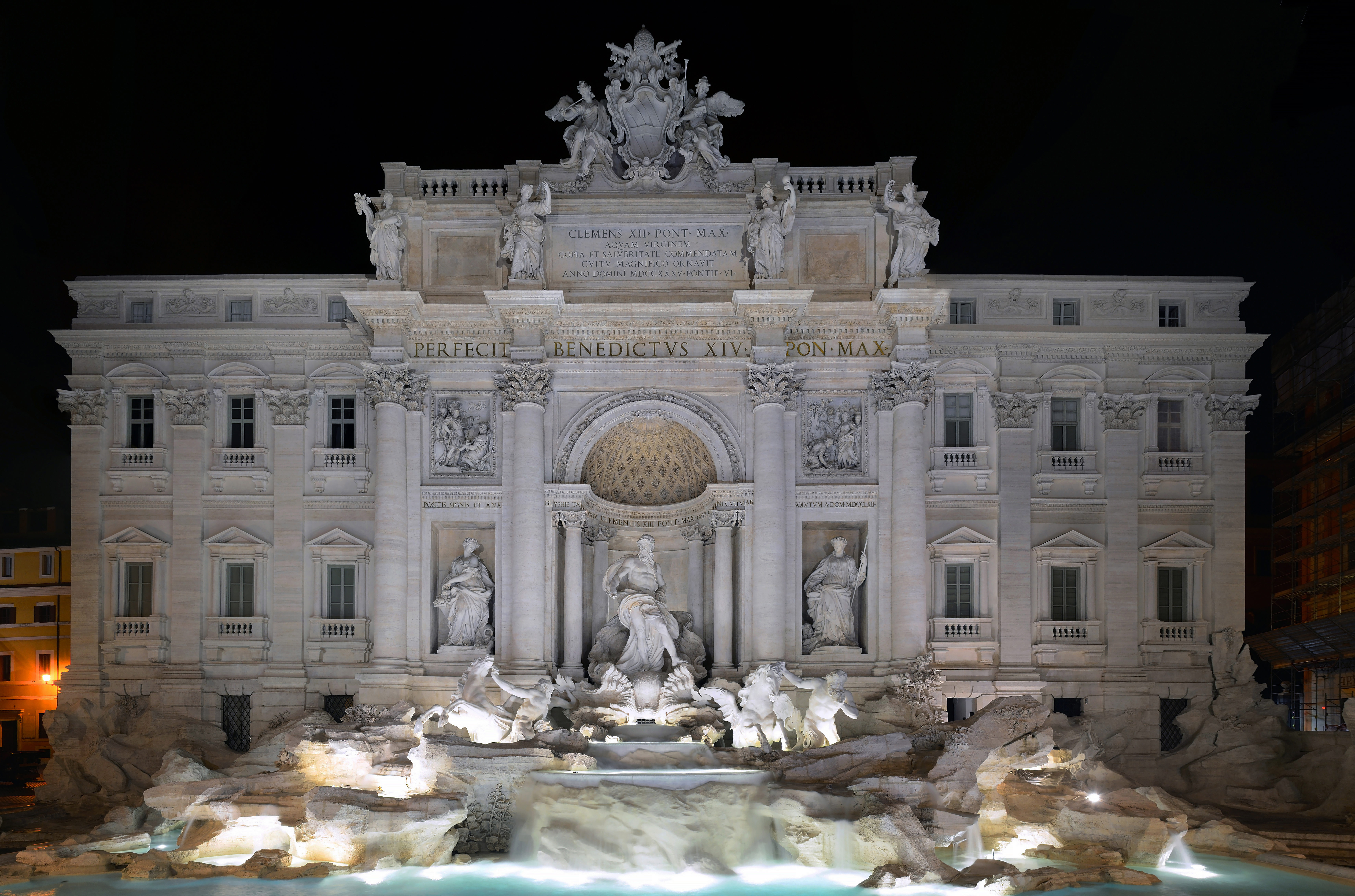
トレヴィの泉のあるポーリ宮殿

ポーリ宮殿（ポーリきゅうでん）は、イタリア・ローマにある宮殿で、有名な「トレヴィの泉」の背景になっている。

## 概要
ルイージ・ヴァンヴィテッリによって、噴水の舞台となる記念碑的なファサードが作られた。1830年代には、Zinaida Volkonskayaがここで豪華なパーティーを開いていた。宮殿の中央部分は、1730年に大噴水を設置するために取り壊されている。ポーリ宮殿には、16世紀から現在までの銅版画の重要なコレクションが収蔵されている。また、宮殿にはIstituto Nazionale per la Grafica（国立絵画研究所）が併設されている。